# Oreosaurus serranus
Oreosaurus serranus — вид ящірок родини гімнофтальмових (Gymnophthalmidae). Ендемік Венесуели. Описаний у 2017 році.

## Поширення і екологія
Oreosaurus serranus відомі з типової місцевості, розташованої в гірському масиві Сьєрра-Невада-де-Санта-Марта, на північному сході Колумбії, на висоті 2156 м над рівнем моря.